# Gabriel-Marie Garrone
Gabriel-Marie Garrone, francoski rimskokatoliški duhovnik, častnik, škof in kardinal, * 12. oktober 1901, Aix-les-Bains, † 15. januar 1994, Rim.

## Življenjepis
11. aprila 1925 je prejel duhovniško posvečenje. Med drugo svetovno vojno je bil častnik v Francoski kopenski vojski in nato vojni ujetnik.
24. aprila 1947 je postal sonadškof Toulousa in bil imenovan za naslovnega nadškofa Lemnusa; 24. junija istega leta je prejel škofovsko posvečenje. 5. novembra 1956 je postal polni nadškof.
26. januarja 1966 je bil imenovan za proprefekta Kongregacije za semenišča in univerze in 5. marca istega leta je bil imenovan za naslovnega nadškofa numidijskega Turresa.
26. junija 1967 je bil povzdignjen v kardinala in imenovan za kardinal-duhovnika S. Sabina. Med 17. januarjem 1968 in 15. januarjem 1980 je bil prefekt Kongregacije za katoliško vzgojo.
Med 20. majem 1982 in 19. aprilom 1988 je bil predsednik Papeškega sveta za kulturo.